# (19009) Galenmaly
(19009) Galenmaly (2000 RF72) – planetoida z pasa głównego asteroid okrążająca Słońce w ciągu 4,41 lat w średniej odległości 2,69 j.a. Odkryta 2 września 2000 roku.